# Montañas Oquirrh
La Sierra Oquirrh, Sierra de Oquirrh o Montaña Oquirrh (en inglés: Oquirrh Mountains) es una cordillera montañosa que corre de norte a sur por aproximadamente 50 km, para formar el borde occidental del Valle del Lago Salado, separándolo del valle Tooele. 
La cordillera corre desde el centro del noroccidental condado de Utah, pasa al este del condado Tooele y termina al norte, en la orilla sur del Gran Lago Salado. Su punto más alto es la montaña Flat Top de 3,237 m de altura, en Utah. 
La palabra Oquirrh se deriva de la lengua nativa goshute que significa «Montaña Boscosa».
De las montañas Oquirrh se extraía oro, plata, plomo y cobre.
- Datos: Q1248010
- Multimedia: Oquirrh Mountains / Q1248010